# Au clair de la lune (nouvelle)
Au clair de la lune est une nouvelle de Marcel Aymé, parue dans le journal Candide en 1931.

## Historique
Au clair de la lune est une nouvelle de Marcel Aymé, parue dans Candide le 17 décembre 1931, puis dans son premier recueil de nouvelles Le Puits aux images en avril 1932.

## Résumé
Par un beau clair de lune, la fée Udine sort du fleuve où elle était en pénitence depuis neuf cents ans...